# Max Kolb (Politiker)

Max Kolb

Max Kolb (* 28. Februar 1889 in Bayreuth; † 29. Dezember 1970 ebendort) war ein deutscher Politiker (NSDAP).

## Leben und Wirken
Nach dem Besuch einer Seminarschule in Bayreuth wurde Kolb fünf Jahre lang von 1902 bis 1907 an einem Seminar in Bayreuth zum Volksschullehrer ausgebildet. Diesen Beruf übte er anschließend bis 1933 aus. Ergänzend dazu absolvierte er Studien an den Universitäten in Jena und Erlangen. Außerdem war er fünf Jahre lang als ehrenamtlicher Berufsberater tätig.
Im Jahr 1928 beteiligte er sich an der Gründung des Nationalsozialistischen Lehrerbundes (NSLB), dessen erster Geschäftsführer er von 1928 bis zum August 1936 war. Zum 1. März 1929 trat er in die NSDAP ein (Mitgliedsnummer 118.188).
Nach der nationalsozialistischen Machtübernahme in Bayern im März 1933 wurde Kolb am 17. März 1933 in den Dienst des Bayerischen Kultusministerium aufgenommen: zuerst im Rang eines Beauftragten. Im weiteren Verlauf des Jahres 1933 wurde er dann verbeamtet, wobei er seit dem 1. August 1933 im Rang eines "Regierungsrates 1. Klasse" stand. Später wurde er in dieser Stellung zum Oberregierungsrat (1. Oktober 1935) und schließlich zum Ministerialrat (Oktober 1941) befördert. Im Kultusministerium widmete er sich besonders dem Aufbau der Berufsberatung in Bayern.
Des Weiteren war Kolb während der nationalsozialistischen Herrschaftsjahre Reichsgeschäftsführer des NS-Lehrerbundes sowie Adjutant und Stellvertreter des Reichsamtsleiters dieser Organisation. Außerdem war er ehrenamtlich im Amt für Berufserziehung und Betriebsführung in Berlin-Zehlendorf tätig. Im Zentralamt der Deutschen Arbeitsfront war er wiederum Reichsamtsleiter, während er als Angehöriger der SA den Rang eines Hauptsturmführers erreichte.
Vom 29. März 1936 bis zum Ende der NS-Herrschaft im Frühjahr 1945 saß Kolb als Abgeordneter für den Wahlkreis 22 (Düsseldorf Ost) im nationalsozialistischen Reichstag.
Nach dem Zweiten Weltkrieg lebte Kolb als Ministerialrat a. D. in Bayreuth.